# آرون أبرامز
آرون أبرامز هو منتج أفلام وكاتب سيناريو وممثل كندي، ولد في 12 مايو 1978 بتورونتو في كندا.

## أعمال

### أفلام
- (2005) رجل السندريلا[1]
- (2015) تراجع[2]

### مسلسلات
- هانيبال

## وصلات خارجية
- آرون أبرامز على موقع IMDb (الإنجليزية)
- آرون أبرامز على موقع ألو سيني (الفرنسية)
- آرون أبرامز على موقع أول موفي (الإنجليزية)
- آرون أبرامز على موقع قاعدة بيانات الأفلام السويدية (السويدية)
- آرون أبرامز على موقع قاعدة بيانات الفيلم (الإنجليزية)
- آرون أبرامز على موقع كينوبويسك (الروسية)